# فرانك إم. هال
فرانك إم. هال (بالإنجليزية: Frank M. Hull)‏ هي قاضية ومحامية أمريكية، ولدت في 9 ديسمبر 1948 في أوغستا في الولايات المتحدة.

## وصلات خارجية
- فرانك إم. هال على موقع إن إن دي بي (الإنجليزية)